# Pensacola maxillosa
Pensacola maxillosa är en spindelart som beskrevs av Bryant 1943. Pensacola maxillosa ingår i släktet Pensacola och familjen hoppspindlar. Inga underarter finns listade i Catalogue of Life.